# Никодим Святогорець
Никодим Святогорець (грец. Νικόδημος ο Αγιορείτης, мирське ім'я Ніколаос Каллівурсі, 1749, Наксос — 1 липня 1809, Афон) — афонський чернець, богослов, шанується як святий у лику преподобних. Пам'ять здійснюється у православній церкві 14 липня (за юліанським календарем).

## Життєпис
Никодим народився 1749 року в Османській Греції на острові Наксос, при хрещенні отримав ім'я Ніколаоса. Освіту здобув у місті Смірна (вивчав богослов'я та мови). У 1770 році повернувся на Наксос, де став секретарем митрополита Анфіма. У віці 26 років прийшов на Афон, де у монастирі Діонісіат, прийняв постриг з ім'ям Никодима.
Після двох років перебування в монастирі, Никодим за дорученням митрополита Коринфського почав підготовку видання рукопису «Добротолюбство», виявленої в 1777 році у Ватопедському монастирі. Це стало початком його літературно-богословської діяльності. З Діонісіата Никодим перейшов до монастиря Пантократор, де вивчав Святе Письмо та праці святих отців. У 1783 році Никодим прийняв схиму і пішов у затвір, у якому пробув шість років. Затвір залишив після того, як Никодиму було доручено редагування праць Симеона Нового Богослова. Після цього до своєї смерті Никодим займався літературно-богословською роботою. Помер 1 липня 1809 року, похований в келії Скуртеон у Карієсі.
Канонізований 1955 року указом патріарха Константинопольського Афінагора I, мощі Никодима (чесна глава) зберігаються на Афоні у монастирі Святого Никодима — подвір'ї монастиря Симонопетра. 15 квітня 2010 року із подвірного монастиря святого Никодима Святогорця двоє зловмисників викрали дві з трьох часточок чесної глави преподобного Никодима. Проте 21 квітня 2010 року викрадач сам повернув реліквію та здався грецькій поліції, оскільки чотирикратно бачив уві сні святого Никодима.